# Nuoto ai campionati mondiali di nuoto 2009 - 200 metri farfalla femminili
La specialità dei 200 metri farfalla femminili ai campionati mondiali di nuoto 2009 si è svolta al complesso natatorio del Foro Italico di Roma, in Italia.
Le qualifiche per la semifinale si sono svolte la mattina del 29 luglio 2009 mentre la semifinale si è svolta la sera dello stesso giorno. La finale si è svolta la sera del 30 luglio 2009.

## Medaglie
| Posizione | Atleta            | Paese     |
| --------- | ----------------- | --------- |
|           | Jessicah Schipper | Australia |
|           | Zige Liu          | Cina      |
|           | Katinka Hosszú    | Ungheria  |

## Record
Prima di questa manifestazione il record del mondo (WR) e il record dei campionati (CR) erano i seguenti.
|  | 2'04"18 | Zige Liu Cina              | 14 agosto 2008 Pechino, Cina    |
|  | 2'05"61 | Otylia Jędrzejczak Polonia | 28 luglio 2005 Montréal, Canada |

Durante l'evento sono stati migliorati i seguenti record:
| Data      | Evento      | Atleta            | Nazione     | Tempo   | Record |
| --------- | ----------- | ----------------- | ----------- | ------- | ------ |
| 29 luglio | 4ª batteria | Mary Descenza     | Stati Uniti | 2'04"14 |        |
| 30 luglio | Finale      | Jessicah Schipper | Australia   | 2'03"41 |        |

## Risultati batterie
| Pos. | Atleta                     | Nazionalità          | Tempo   | Batteria | Corsia | Note |
| ---- | -------------------------- | -------------------- | ------- | -------- | ------ | ---- |
| 1    | Mary Descenza              | Stati Uniti          | 2:04.14 | 4        | 3      | RM   |
| 2    | Jessicah Schipper          | Australia            | 2:05.50 | 4        | 4      |      |
| 3    | Katinka Hosszú             | Ungheria             | 2:06.21 | 6        | 6      |      |
| 4    | Samantha Hamill            | Australia            | 2:06.32 | 4        | 6      |      |
| 5    | Annika Mehlhorn            | Germania             | 2:06.45 | 5        | 1      | NR   |
| 6    | Aurore Mongel              | Francia              | 2:06.66 | 5        | 5      |      |
| 7    | Audrey Lacroix             | Canada               | 2:06.67 | 5        | 2      |      |
| 8    | Liuyang Jiao               | Cina                 | 2:07.01 | 5        | 4      |      |
| 9    | Yui Miyamoto               | Giappone             | 2:07.13 | 5        | 6      |      |
| 10   | Ellen Gandy                | Regno Unito          | 2:07.33 | 6        | 4      |      |
| 11   | Kathleen Hersey            | Stati Uniti          | 2:07.34 | 6        | 3      |      |
| 12   | Zige Liu                   | Cina                 | 2:07.55 | 5        | 3      |      |
| 13   | Caterina Giacchetti        | Italia               | 2:07.84 | 6        | 5      |      |
| 14   | Micha Ostergaard Jensen K  | Danimarca            | 2:08.54 | 6        | 2      |      |
| 15   | Magali Rousseau            | Francia              | 2:08.57 | 6        | 7      |      |
| 16   | Zsuzsanna Jakabos          | Ungheria             | 2:08.63 | 1        | 8      |      |
| 17   | Mirela Olczak              | Polonia              | 2:08.72 | 6        | 0      |      |
| 18   | Tanya Hunks                | Canada               | 2:09.42 | 4        | 8      |      |
| 19   | Francesca Segat            | Italia               | 2:09.54 | 4        | 7      |      |
| 20   | Joanna Maranhaomelo        | Brasile              | 2:09.55 | 4        | 1      |      |
| 21   | Yana Martynova             | Russia               | 2:09.80 | 4        | 0      |      |
| 22   | Petra Granlund             | Svezia               | 2:09.87 | 5        | 7      |      |
| 23   | Rita Medrano               | Messico              | 2:10.29 | 5        | 9      |      |
| 24   | Jessica Dickons            | Regno Unito          | 2:10.32 | 4        | 2      |      |
| 25   | Martina Van Berkel         | Svizzera             | 2:11.41 | 5        | 0      |      |
| 26   | Mireia Belmonte            | Spagna               | 2:11.55 | 4        | 5      |      |
| 27   | Martina Granstrom          | Svezia               | 2:11.65 | 6        | 8      |      |
| 28   | Katheryn Meaklim           | Sudafrica            | 2:11.75 | 6        | 1      |      |
| 29   | Grainne Murphy             | Irlanda              | 2:13.66 | 3        | 3      |      |
| 30   | Emilia Pikkarainen         | Finlandia            | 2:13.77 | 4        | 9      |      |
| 31   | Tetyana Khala              | Ucraina              | 2:13.98 | 6        | 9      |      |
| 32   | Yumisleisy Morales Mendoza | Cuba                 | 2:14.00 | 3        | 7      |      |
| 33   | Paula Zukowska             | Polonia              | 2:14.09 | 3        | 5      |      |
| 34   | Barbora Zavadova           | Rep. Ceca            | 2:14.83 | 3        | 8      |      |
| 35   | Lynette Lim                | Singapore            | 2:15.82 | 2        | 2      |      |
| 36   | Nina Dittrich              | Austria              | 2:15.95 | 5        | 8      |      |
| 37   | Erica Cirila Totten        | Filippine            | 2:16.13 | 3        | 9      |      |
| 38   | Yasemin Rosenberger        | Turchia              | 2:16.24 | 3        | 2      |      |
| 39   | Kristina Bernice Lennox    | Porto Rico           | 2:17.56 | 3        | 1      |      |
| 40   | Maida Turnadzic            | Bosnia ed Erzegovina | 2:18.09 | 3        | 6      |      |
| 41   | Eliana Barrios             | Venezuela            | 2:18.14 | 3        | 0      |      |
| 42   | Simona Muccioli            | San Marino           | 2:19.84 | 2        | 4      |      |
| 43   | ShengYo Ting               | Taipei cinese        | 2:21.05 | 1        | 4      |      |
| 44   | Ting Ting Koh              | Singapore            | 2:21.31 | 2        | 5      |      |
| 45   | Maria Coy                  | Guatemala            | 2:21.37 | 2        | 3      |      |
| 46   | Laura Lucia Paz Chavez     | Honduras             | 2:21.47 | 2        | 9      |      |
| 47   | Aiste Dobrovolskaite       | Lituania             | 2:22.48 | 2        | 0      |      |
| 48   | Karrakchou Lilia           | Marocco              | 2:23.32 | 2        | 8      |      |
| 49   | Davina Mangion             | Malta                | 2:24.39 | 1        | 6      |      |
| 50   | Vandita Dhariyal           | India                | 2:25.07 | 1        | 2      |      |
| 51   | Pooja Raghava Alva         | India                | 2:25.08 | 1        | 3      |      |
| 52   | Ana Euceda Gutierrez       | Honduras             | 2:25.51 | 1        | 5      |      |
| 53   | Ramond Sherazad            | Marocco              | 2:26.69 | 2        | 1      |      |
| 54   | Daniela Reyes Hinrichsen   | Cile                 | 2:27.49 | 2        | 7      |      |
| 55   | Miniruwani Samarakoon      | Sri Lanka            | 2:39.21 | 1        | 7      |      |
| 56   | Tieri Erasito              | Figi                 | 2:45.20 | 1        | 1      |      |

## Risultati semifinale
| Pos. | Atleta                    | Nazionalità | Batteria | Corsia | Tempo   | Note |
| ---- | ------------------------- | ----------- | -------- | ------ | ------- | ---- |
| 1    | Katinka Hosszú            | Ungheria    | 2        | 5      | 2:04.27 | ER   |
| 2    | Mary Descenza             | Stati Uniti | 2        | 4      | 2:04.33 |      |
| 3    | Jessicah Schipper         | Australia   | 1        | 4      | 2:04.87 |      |
| 4    | Liuyang Jiao              | Cina        | 1        | 6      | 2:04.96 |      |
| 5    | Aurore Mongel             | Francia     | 1        | 3      | 2:05.09 | NR   |
| 6    | Zige Liu                  | Cina        | 1        | 7      | 2:05.29 |      |
| 7    | Samantha Hamill           | Australia   | 1        | 5      | 2:05.99 |      |
| 8    | Audrey Lacroix            | Canada      | 2        | 6      | 2:06.85 |      |
| 9    | Kathleen Hersey           | Stati Uniti | 2        | 7      | 2:06.89 |      |
| 10   | Annika Mehlhorn           | Germania    | 2        | 3      | 2:07.43 |      |
| 11   | Micha Ostergaard Jensen K | Danimarca   | 1        | 1      | 2:07.44 |      |
| 12   | Caterina Giacchetti       | Italia      | 2        | 1      | 2:07.59 |      |
| 13   | Yui Miyamoto              | Giappone    | 2        | 2      | 2:08.13 |      |
| 14   | Zsuzsanna Jakabos         | Ungheria    | 1        | 8      | 2:08.34 |      |
| 15   | Ellen Gandy               | Regno Unito | 1        | 2      | 2:08.55 |      |
| 16   | Magali Rousseau           | Francia     | 2        | 8      | 2:08.94 |      |

## Risultati finale
| Pos. | Atleta            | Nazionalità | Corsia | Tempo   | Note |
| ---- | ----------------- | ----------- | ------ | ------- | ---- |
|      | Jessicah Schipper | Australia   | 3      | 2:03.41 | WR   |
|      | Zige Liu          | Cina        | 7      | 2:03.90 | AsR  |
|      | Katinka Hosszú    | Ungheria    | 4      | 2:04.28 |      |
| 4    | Mary Descenza     | Stati Uniti | 5      | 2:04.41 |      |
| 5    | Liuyang Jiao      | Cina        | 6      | 2:04.50 |      |
| 6    | Aurore Mongel     | Francia     | 2      | 2:05.48 |      |
| 7    | Audrey Lacroix    | Canada      | 8      | 2:05.95 | NR   |
| 8    | Samantha Hamill   | Australia   | 1      | 2:06.11 |      |